# Super Skidmarks
A Super Skidmarks az Acid Software által fejlesztett autóverseny videójáték, melyet a Codemasters 1995-ben adott ki Amiga, Amiga CD32, Sega Mega Drive platformokra. A játék a Skidmarks folytatása, ezért helyenként Skidmarks 2-ként, vagy Super Skidmarks 2-ként is hivatkoznak rá. A kritika általában véve jól fogadta a játékot és az Egyesült Királyságban eladások tekintetében a legkelendőbbnek számított.

## Jellemzők
Elődjéhez hasonlóan "minimálisan realisztikus, de maximálisan szórakoztató" játék, amely izometrikus megjelenítést alkalmaz és új járműveket vonultat fel, úgy mint kerekeken guruló tehén, illetve vontatható lakókocsi. AGA-chipsetes, illetve általában vége gyorsabb gépeken (pl. Amiga 4000, processzorkártyával gyorsított Amiga 1200) egyszerre nyolc különböző jármű lehet egyszerre a képernyőn és mérkőzhet meg egymás ellen. Ebben az esetben nagyfelbontásban (Hi-res) is játszható a játék, melynek eredményeképpen négyszer nagyobb a belátható pálya.
Összesen 24-féle versenypálya van a játékban (12 régi és 12 új), melyek közül sok kereszteződést is tartalmaz, ahol jó eséllyel ütközni lehet a többi versenyzőkkel. Az autók ugyan nem sérülnek, de kerekeik megmaradó nyomot hagynak maguk után. Egyetlen versenyt és bajnokságot is végig lehet játszani, összesen 4 emberi ellenfél ellen, akár osztott képernyőn (négyjátékos joystick adaptert is támogat), akár telefonos hálózaton (modem kapcsolaton) keresztül, vagy akár két gép összekötésével.

## Fejlesztés
A Super Skidmarks videójátékot az új-zélandi Acid Software fejlesztői készítették, alapvetően Andrew Blackbourn tervei alapján és aktív közreműködésével. A játékot eredetileg az előd Skidmarks bővítményének szánták új pályákkal, pályaszerkesztővel, mielőtt teljes folytatást alkottak belőle. Pályaszerkesztő azonban végül nem látott benne napvilágot, ugyanakkor lehetőség van egyedi kinézetű versenyautó készítésére Imagine szoftverrel, majd annak betöltésére és használatára a játékban. Az előd lemezelérési hibáit részben javították, részben pedig azzal orvosolták, hogy lehetővé tették a merevlemezre telepítést. A játék nehezebb, mint az elődje, már egyjátékos módban is, hiszen a gépi ellenfelek mesterséges intelligenciáját (AI) sokkal valósághűbbé tették.

## Fogadtatás
| Összegzőoldal | Értékelés |
| ------------- | --------- |
| Moby Score    | 7,8       |

| Szerző             | Értékelés        |
| ------------------ | ---------------- |
| Amiga Computing    | 89% (Amiga,CD32) |
| Amiga Format       | 92% (Amiga,CD32) |
| Amiga Power        | 91% (Amiga)      |
| CVG                | 85% (Sega)       |
| Mean Machines Sega | 85% (Sega)       |
| CU Amiga           | 92% (Amiga)      |

Az Amiga Power magazin a 8 játékos egyidejű versengését lehetővé tevő nagyképernyős hálózati játékmódról azt írta, hogy az "isteni magasságokba emeli a játékot", bár azt is megjegyezte, hogy ezt csak egy szűk kisebbség fogja magtapasztalni.
Az Amiga Computing újság méltatta a különféle humoros járgányokat, mint amilyenek a kerekeken guruló tehenek, vagy a lakókocsik. A grafikáról azt írták, hogy egyszerű, de élvezetes, ugyanakkor a menükkel kapcsolatban egy funkcionálisabb megvalósítás előnyösebb lett volna. Összességében a "legjátszhatóbb és legszórakoztatóbb" autóverseny-játéknak értékelték.
Az Amiga Format "közel tökéletesnek" nevezte a játékot, mely "tökéletes társasági sport, ami más médiumon, mint egy számítógép, nem lett volna megvalósítható."
A CU Amiga "óriási tréfának" tartotta a kerekeken guruló teheneket, de panaszkodott a nehéz beletanulásra. Ezzel együtt is a magazin cikkírója úgy érezte, hogy a Super Skidmarks "az egyik legjobb játék, amivel valaha játszottam, de minden bizonnyal az év játéka."

## Utóélet
A Super Skidmarks az AmigaKit által forgalmazott A600GS videójáték-konzolok tulajdonosai számára ingyenesen letölthető, az újabb modellekben előtelepítve megtalálható.